# Setas rellenas
Las setas rellenas o (en México) hongos rellenos es un plato que se prepara con champiñones u otras setas comestibles. Se pueden usar muchos rellenos y el plato generalmente se hornea o se asa a la parrilla. El relleno puede contener carne o ser vegetariano. Generalmente, se sirve caliente y recién cocinado (aunque a veces se sirve frío o tibio), como entremés, guarnición o plato principal.

## Descripción
Las setas usadas típicamente son Agaricus bisporus, llamadas champiñón, seta de París o seta común. También se conocen internacionalmente bajo los nombres de cremini (variedad pequeña) o portobello (variedad grande). Recomendablemente se usan variedades grandes, ya que las setas encogen bastante al ser horneadas. Las setas se lavan y se les retira el estípite, que se pica y se integra en el relleno.
En cuanto a los rellenos, existe una amplia variedad de ingredientes posibles: espinacas, tomate, cebolla, carne, embutidos, huevo, etc. generalmente aromatizados con perejil o albahaca, ajo, sal y pimienta. El relleno se saltea previamente, se coloca un poco en cada seta y por último se agrega queso o pan rallado para hacer un gratín.

## Origen
Las setas rellenas son una receta muy extendida en varios países, aunque se cree que su origen puede estar en la cocina francesa. En la región de Anjou, en el oeste de Francia, existe una receta tradicional llamada galipettes farcies. Los galipettes, llamados localmente galipèdes son básicamente champignons de gran tamaño.